# Кларк Либли
Кларк Мозис Либли (енгл. Clark Moses Leiblee, Troy Пенсилванија 2. новембар 1877 — Tipton, Индијана 20. август 1917) је бивши амерички атлетичар чија је специјалност била спринтерска трка на 100 метара.
Такмичио се за Универзитет у Мичигену. Био је трећи на првенству Америчке атлетске уније (ААУ) 1901.
На Олимпијским играма 1900. у Паризу такмичио се у трци на 100 метара. У квалификацијама је трчао у четвртој групи и победио резултатом 11,4 што је био други резултат у квалификацијама. У полуфиналу у другој групи је био други иза свог земљака Џон Туксберија који је у тој трци резултатом 10,8 изједначио најбоље време на свету (светски рекорди нису вођени до 1912). Као другопласирани морао је у репасаж, чији је победник ишао у финале. Либли је стигао трећи. То му је донело укупно шесто место на Играма у тој дисциплини.